# Альфред Гайнекен
Альфред Генрі Гайнекен, відомий як Фредді Гайнекен (4 листопада 1923, Амстердам — 3 січня 2002, Нордвейк) був голландським підприємцем і пивоваром.

## Життя
Гайнекен, вихований у суворому кальвіністському дусі, був нащадком однойменної голландської пивоварної родини. Після закінчення гімназії Kennemer Lyceum, він почав свою кар'єру в 1942 році в компанії Heineken, якою керували його прадід Ґерард Адріан Гайнекен і його батько Генрі Гайнекен.
Потім обіймав там різні посади. Гайнекен багато зусиль приділяв рекламі . Він брав участь у створенні фірмового стилю концерну, який актуальний і сьогодні, з червоною зіркою та зеленим основним кольором. З 1971 до 1989 року він був головою правління Heineken. Під його керівництвом компанія стала одним із провідних світових постачальників пива. Після роботи в правлінні він був головою наглядової ради до 1995 року. Гайнекен був одружений на Люсіль Каммінс і з нею мав доньку Шарлін.

## Викрадення
9 листопаді 1983 року Кор ван Гаут з групою кримінальників викрав Фредді Гайнекена. Через три тижні поліція змогла звільнити його та його шофера Аба Додерера, який також був у заручниках. Проте викрадачі Гайнекена змогли отримати викуп у розмірі 35 мільйонів ґульденів ( близько 16 мільйонів євро). Після затримання викрадачів вдалося вилучити лише половину викрадених грошей, решту так і не вдалося знайти. Через це викрадення Гайнекен, раніше дуже товариський, став уникати публіки.

## ЗМІ
- Die Wiese ist grün für den Hasen. In: Der Spiegel. Nr. 49, 1983 (online).
- Peter R. de Vries (1987): De ontvoering van Alfred Heineken (Die Entführung von Alfred Heineken, 27. Auflage 2013 (De Fontein; 1e editie 2013, ISBN 978-90-261-3371-8)
- Verfilmungen der Entführung: Die Heineken Entführung 2011, Kidnapping Freddy Heineken 2015